# Howard Kendall
Howard Kendall (n. 22 mai 1946, Ryton-on-Tyne, Anglia - d. 17 octombrie 2015, Southport, UK) a fost un fotbalist și antrenor englez.

## Statistici carieră

### Jucător
| Club              | Sezon         | Ligă            | Ligă    | Ligă   | FA Cup  | FA Cup | Cupa Ligii | Cupa Ligii | Altele[A] | Altele[A] | Total   | Total  |
| Club              | Sezon         | Divizia         | Meciuri | Goluri | Meciuri | Goluri | Meciuri    | Goluri     | Meciuri   | Goluri    | Meciuri | Goluri |
| ----------------- | ------------- | --------------- | ------- | ------ | ------- | ------ | ---------- | ---------- | --------- | --------- | ------- | ------ |
| Preston North End | 1962–63       | Second Division | 2       | 0      | 0       | 0      | 0          | 0          | 0         | 0         | 2       | 0      |
| Preston North End | 1963–64       | Second Division | 9       | 1      | 5       | 1      | 0          | 0          | 0         | 0         | 14      | 2      |
| Preston North End | 1964–65       | Second Division | 29      | 7      | 2       | 1      | 1          | 0          | 0         | 0         | 32      | 8      |
| Preston North End | 1965–66       | Second Division | 39      | 4      | 6       | 0      | 3          | 0          | 0         | 0         | 48      | 4      |
| Preston North End | 1966–67       | Second Division | 25      | 1      | 1       | 0      | 2          | 0          | 0         | 0         | 28      | 1      |
| Preston North End | Total         | Total           | 104     | 13     | 14      | 2      | 6          | 0          | 0         | 0         | 124     | 15     |
| Everton           | 1966–67       | First Division  | 4       | 0      | 0       | 0      | 0          | 0          | 0         | 0         | 4       | 0      |
| Everton           | 1967–68       | First Division  | 38      | 6      | 6       | 1      | 2          | 2          | 0         | 0         | 46      | 9      |
| Everton           | 1968–69       | First Division  | 29      | 1      | 3       | 0      | 4          | 0          | 0         | 0         | 36      | 1      |
| Everton           | 1969–70       | First Division  | 36      | 4      | 1       | 0      | 4          | 1          | 0         | 0         | 41      | 5      |
| Everton           | 1970–71       | First Division  | 40      | 2      | 6       | 2      | 0          | 0          | 7         | 3         | 53      | 7      |
| Everton           | 1971–72       | First Division  | 35      | 4      | 4       | 0      | 0          | 0          | 0         | 0         | 39      | 4      |
| Everton           | 1972–73       | First Division  | 40      | 4      | 2       | 0      | 1          | 0          | 0         | 0         | 43      | 4      |
| Everton           | 1973–74       | First Division  | 7       | 0      | 1       | 0      | 0          | 0          | 0         | 0         | 8       | 0      |
| Everton           | Total         | Total           | 229     | 21     | 23      | 3      | 11         | 3          | 7         | 3         | 270     | 30     |
| Birmingham City   | 1973–74       | First Division  | 15      | 1      | 0       | 0      | 0          | 0          | 0         | 0         | 15      | 1      |
| Birmingham City   | 1974–75       | First Division  | 39      | 4      | 6       | 1      | 1          | 0          | 6         | 0         | 52      | 5      |
| Birmingham City   | 1975–76       | First Division  | 36      | 8      | 1       | 0      | 2          | 0          | 0         | 0         | 39      | 8      |
| Birmingham City   | 1976–77       | First Division  | 25      | 3      | 2       | 1      | 1          | 0          | 0         | 0         | 28      | 4      |
| Birmingham City   | Total         | Total           | 115     | 16     | 9       | 2      | 4          | 0          | 6         | 0         | 134     | 18     |
| Stoke City        | 1977–78       | Second Division | 42      | 7      | 2       | 0      | 1          | 0          | 0         | 0         | 45      | 7      |
| Stoke City        | 1978–79       | Second Division | 40      | 2      | 1       | 0      | 5          | 1          | 0         | 0         | 46      | 3      |
| Stoke City        | Total         | Total           | 82      | 9      | 3       | 0      | 6          | 1          | 0         | 0         | 91      | 10     |
| Blackburn Rovers  | 1979–80       | Third Division  | 41      | 2      | 6       | 0      | 4          | 1          | 2         | 0         | 53      | 3      |
| Blackburn Rovers  | 1980–81       | Second Division | 38      | 4      | 0       | 0      | 3          | 0          | 2         | 0         | 43      | 4      |
| Blackburn Rovers  | Total         | Total           | 79      | 6      | 6       | 0      | 7          | 1          | 4         | 0         | 96      | 7      |
| Everton           | 1981–82       | First Division  | 4       | 0      | 1       | 0      | 1          | 0          | 0         | 0         | 6       | 0      |
| Everton           | Total         | Total           | 4       | 0      | 1       | 0      | 1          | 0          | 0         | 0         | 6       | 0      |
| Total carieră     | Total carieră | Total carieră   | 613     | 65     | 56      | 7      | 35         | 5          | 17        | 3         | 721     | 80     |

A. ^ The "Other" column constitutes appearances and goals in the Anglo-Scottish Cup, European Cup, FA Charity Shield and Texaco Cup.

### Antrenor
| Echipa           | Început          | Sfârșit          | Rezultate | Rezultate | Rezultate | Rezultate | Rezultate  |
| Echipa           | Început          | Sfârșit          | M         | V         | R         | Î         | Victorii % |
| ---------------- | ---------------- | ---------------- | --------- | --------- | --------- | --------- | ---------- |
| Blackburn Rovers | 1 June 1979      | 31 May 1981      | 88        | 41        | 27        | 20        | 46,59      |
| Everton          | 31 May 1981      | 18 June 1987     | 307       | 165       | 70        | 72        | 53,75      |
| Athletic Bilbao  | 18 June 1987     | 11 November 1989 | 102       | 44        | 29        | 29        | 43,14      |
| Manchester City  | 6 December 1989  | 5 November 1990  | 39        | 13        | 18        | 8         | 33,33      |
| Everton          | 5 November 1990  | 4 December 1993  | 154       | 58        | 39        | 57        | 37,66      |
| Notts County     | 12 January 1995  | 1 April 1995     | 15        | 4         | 4         | 7         | 26,67      |
| Sheffield United | 12 December 1995 | 27 June 1997     | 82        | 34        | 27        | 21        | 41,46      |
| Everton          | 27 June 1997     | 1 July 1998      | 42        | 11        | 13        | 18        | 26,19      |
| Total            | Total            | Total            | 727       | 326       | 198       | 203       | 44,84      |

## Palmares

### Jucător
Preston North End
- FA Cup

Finalist: 1964
Everton
- Football League First Division: 1969–70
- FA Charity Shield: 1970
- FA Cup

Finalist: 1968
Stoke City
- Football League Second Division

Promovare de pe locul 3: 1978–79

### Antrenor
Blackburn Rovers
- Football League Third Division

Locul 2: 1979–80
Everton
- Football League First Division (2): 1984–85, 1986–87

Vice-campion (1): 1985–86
- FA Cup (1): 1983–84

Finalist (2): 1984–85, 1985–86
- FA Charity Shield (1): 1984–85, 1985–86, 1986–87
- Cupa Cupelor UEFA (1): 1984–85
- Football League Cup

Finalist (1): 1983–84
- Screen Sport Super Cup

Finalist (1): 1985–86
- Full Members Cup

Finalist (1): 1990–91
Notts County
- Cupa Anglo-Italiană (1): 1994–95

Sheffield United
- Locul 2 în play-offul Football League First Division: 1996–97

### Individual
- Jucătorul sezonului al lui Stoke City FC: 1978
- English Manager Of The Year: 1985
- English Manager Of The Year: 1987